# Oldal
Az oldal a heraldikában a pajzs jobb vagy bal oldala, illetve a pajzs jobb vagy bal oldali 2/7-ének vagy egyharmadának elkülönítése annak többi részétől egy függőleges osztóvonallal. Ezáltal az oldalnak, illetve a bal oldalnak nevezett mesteralak jön létre, mely hasonlít a cölöpre, de egyik oldala teljes hosszában érintkezik a pajzs szélével, oldalával. A nevét is innen kapta.

## Az oldal változatai
Egy címerben egyaránt előfordulhat az oldal és a bal oldal. Az oldalt különféle osztóvonalakkal lehet megrajzolni, melyeknek saját neve is lehet. Az oldalt számos megkülönböztető jegy egészítheti ki. Lehet például ékekkel díszített, mint az ékelt oldal (de: Spickelflanke) esetében.
Az oldalívek (de: Zirkelstreife) a pajzs mindkét oldalán látható, nagyjából cölöpszélességű, félkör alakú ívből álló pajzstagolások.
A sarkos oldal (de: Winkelflanke) a pajzs felső és alsó sarkából kiinduló, egyforma hosszú, egymással laposszöget bezáró osztóvonalak által létrejövő mesteralak, melynek szélessége megfelel a szokásos oldal szélességének. Ugyanez a mesteralak előfordulhat a pajzsfő és a pajzstalp helyén is. Ilyenkor sarkos pajzsfő (de: Winkelhaupt), illetve sarkos
pajzstalp jön létre. (Lásd ott.)
Az oldal- előtag szerepelhet a pajzs egyik oldalán elhelyezett címerábrák helyzetének megnevezésére is. Így pl. vannak oldalékek (de: Flankenspickel), illetve baloldal-ékek.
Az oldalak folyamatosan, osztóvonalak nélkül összekapcsolódhatnak más mesteralakokkal is, mint pólyával: pólyaoldal (de: Flankenbalken), illetve bal-pólyaoldal; pajzstalppal: talpoldal (de: Fußflanke); pajzsfővel: pajzsfőoldal stb.

Bal oldal
Oldalak (értelmezhető széles cölöpként is)
Oldalívek
Ívelt oldal
Ívelt bal oldal
Sarkos oldal
Oldalékek
Ékelt oldal
Pólyaoldal
Pólyaoldalak
Talpoldal
Pajzsfőoldal